# Archaeopria eriodes
Archaeopria eriodes är en stekelart som beskrevs av Naumann 1988. Archaeopria eriodes ingår i släktet Archaeopria och familjen hyllhornsteklar. Inga underarter finns listade.